# Alexandar Alexandrov
Alexandar Emilov Alexandrov –en búlgaro, Александър Емилов Александров– (Sofía, 31 de octubre de 1984) es un deportista búlgaro que compitió en boxeo.
Ganó dos medalla de bronce en el Campeonato Mundial de Boxeo Aficionado, en los años 2001 y 2003, en el peso mosca.
Participó en los Juegos Olímpicos de Londres 2012, ocupando el quinto lugar en el peso minimosca.

## Palmarés internacional
| Campeonato Mundial | Campeonato Mundial    | Campeonato Mundial | Campeonato Mundial |
| Año                | Lugar                 | Medalla            | Categoría          |
| ------------------ | --------------------- | ------------------ | ------------------ |
| 2001               | Belfast (Reino Unido) | Medalla de bronce  | 51 kg              |
| 2003               | Bangkok (Tailandia)   | Medalla de bronce  | 51 kg              |